# Perittodus apsconditus
Il perittodo (Perittodus apsconditus) è un tetrapode estinto. Visse nel Carbonifero inferiore (Tournaisiano, circa 355 - 350 milioni di anni fa) e i suoi resti fossili sono stati ritrovati in Scozia.

## Descrizione
Questo animale è noto per uno scheletro incompleto dotato di cranio. La mandibola doveva essere lunga quasi 7 centimetri, ed è probabile che l'animale intero non raggiungesse il mezzo metro di lunghezza. Perittodus era caratterizzato da alcune autapomorfie, tra cui una particolare dentatura con due zanne adsinfisiali e almeno due piccoli denti, il coronoide anteriore con due o tre zanne di grosse dimensioni, il coronoide medio con due zanne e due denti piccoli, il coronoide posteriore con una fila di piccoli denti. Le scaglie dorsali erano a losanga, e portavano creste concentriche. Tra i caratteri derivati si ricordano uno jugale inciso profondamente, con una stretta barra suborbitale, e la linea laterale presente sullo jugale. Tra le plesiomorfie si ricordano i denti marginali di taglia simile fra loro, falangi corte e larghe, falangi ungueali più lunghe che ampie e dotate di una cresta centrale.

## Classificazione
Perittodus apsconditus venne descritto per la prima volta nel 2016, sulla base di un esemplare frammentario, di cui la maggior parte delle ossa è stata scoperta grazie all'utilizzo di microtomografia assiale computerizzata. Perittodus è considerato un tetrapode particolarmente arcaico, forse simile all'antico Ymeria del Devoniano; l'ischio, noto solo parzialmente, è però simile a quello di Baphetes.